# Opkonst

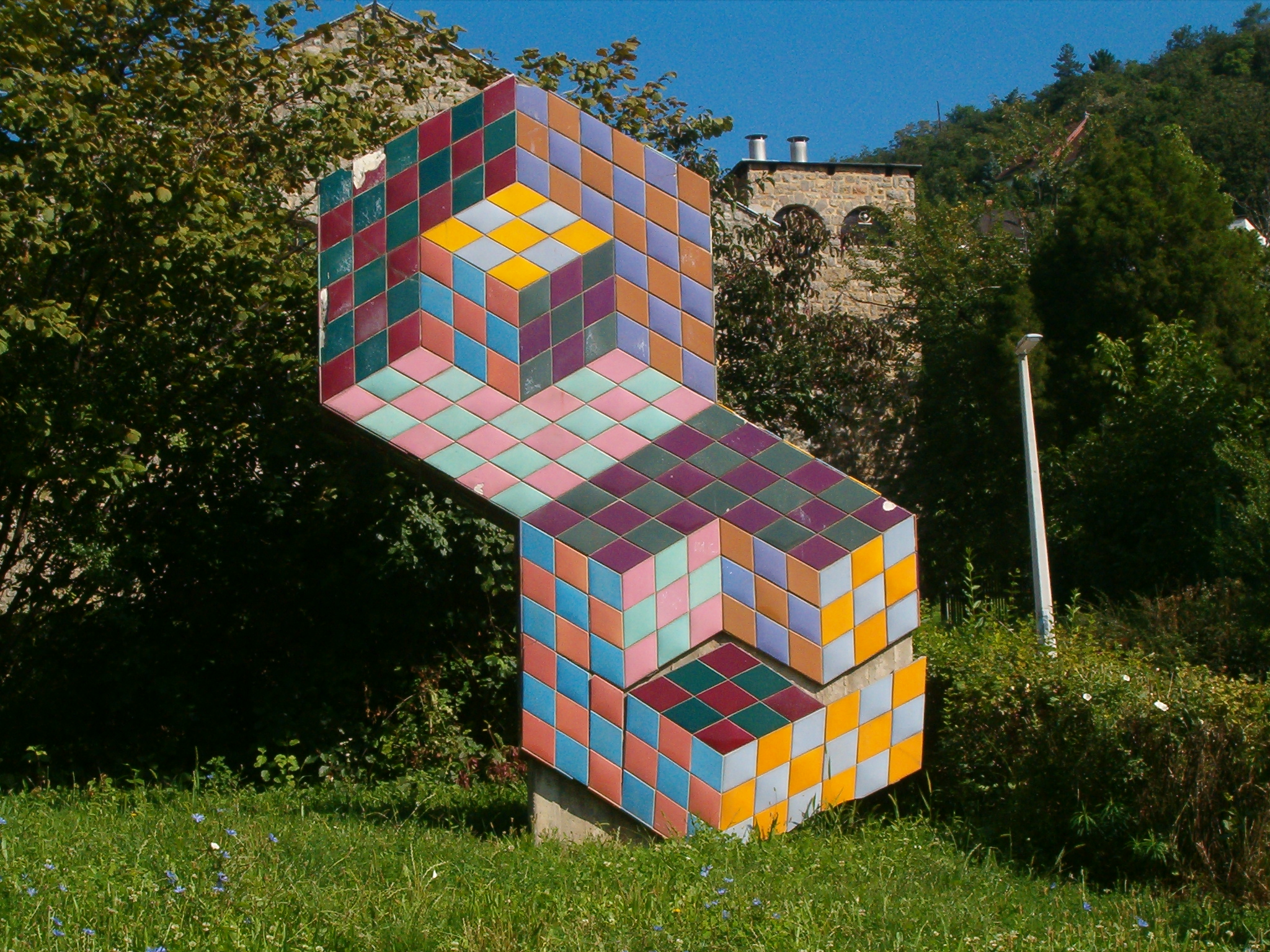
Victor Vasarely

Opkonst (optisk konst), term som myntades på 1960-talet om en viss form av abstrakt konst, vilken som utgångspunkt hade verk av konstnärer som Josef Albers och Victor Vasarely.
Opkonsten sysslar med de rena, visuella intrycken och förlitar sig på optiska illusioner för att uppnå sin verkan. Dukarna består ofta av en mängd små former, linjer eller starka färger som ständigt förändras inför ögat. De främsta verken är i svart-vitt.
Termen förekom första gången i Time Magazine 1964, men det har föreslagits att det första opkonstverket ska vara Vasarelys Zebra (1938), som består helt av horisontella svarta och vita ränder som böjer sig så att ett tredimensionellt intryck av en sittande zebra uppstår.
The Responsive Eye, en utställning i New York 1965, gjorde opkonsten tillgänglig för en bredare publik och fick till följd att opkonsten började användas i olika kommersiella sammanhang som reklam och textildesign.

## Några konstnärer
- Bridget Riley
- Victor Vasarely
- Jesús-Rafael Soto
- Richard Anuszkiewicz
- George Rickey
- Larry Poons
- K.G. Nilsson
- Youri Messen-Jaschin
- Agam
- Daniel Burren
- Carlos Cruz-Diez
- Nicolas Schöffer
- Julio Le Parc
- Zanis Waldheims
- Josef Albers